# کمدن (اوهایو)
کمدن، اوهایو (به انگلیسی: Camden) یک روستا در ایالات متحده آمریکا است که در شهرستان پربل، اوهایو واقع شده‌است.

## خصوصیات
کمدن ۳٫۲۴ کیلومترمربع مساحت و ۲٬۰۴۶ نفر جمعیت دارد و ۲۵۵ متر بالاتر از سطح دریا واقع شده‌است.

## افراد سرشناس
- شروود اندرسن رمان‌نویس نامدار آمریکایی